# Sergipe
Sergipe je brazilska država smještena uz atlantsku obalu između Alagoasa na sjeveru te Bahie na zapadu i jugu. Glavni i najveći grad države je Aracaju.

## Zemljopis
Kao i većina država na sjeverozapadu Brazila, unutrašnjost Sergipe je gotovo u potpunosti savana (caatinga), a njegova obala je kombinacija šume mangrova, močvara i pješčanih plaža. Mali pojas tropske prašume nalazi se duž obale.

## Povijest
São Cristóvão je prvo naselje koje su osnovali Portugalci 1591. godine, jedno vrijeme je bio i glavni grad ovog područja Brazila. Kao i kod drugih država na sjeveroistoku Brazila Sergipe je često mijenjao vlasnika, vladari su bili Nizozemci, Francuzi i Portugalci koji su do 18. stoljeća protjerali gusare. Godine 1855. tadašnji predsjednik Inacio Joaquim Barbosa, premjestio je glavni grad u Aracaju.

## Stanovništvo
Prema Brazilskom zavodu za statistiku 2008. godine u državi živi 2.030.000 stanovnika, dok je gustoća naseljenosti 91,3 stan./km ².
Većina stanovništva živi u urbanim područjima njih 82,2% (2006), rast stanovništva je 2% od 1991. do 2000. 
Većina stanovništva su mulati 61,08% zatim bijelci 31,21% i crnci 7,22% dok je indijanaca 0,28%.

## Vanjske poveznice
- Službena stranica  Arhivirana inačica izvorne stranice od 31. siječnja 2008. (Wayback Machine)